# Алюмофториди

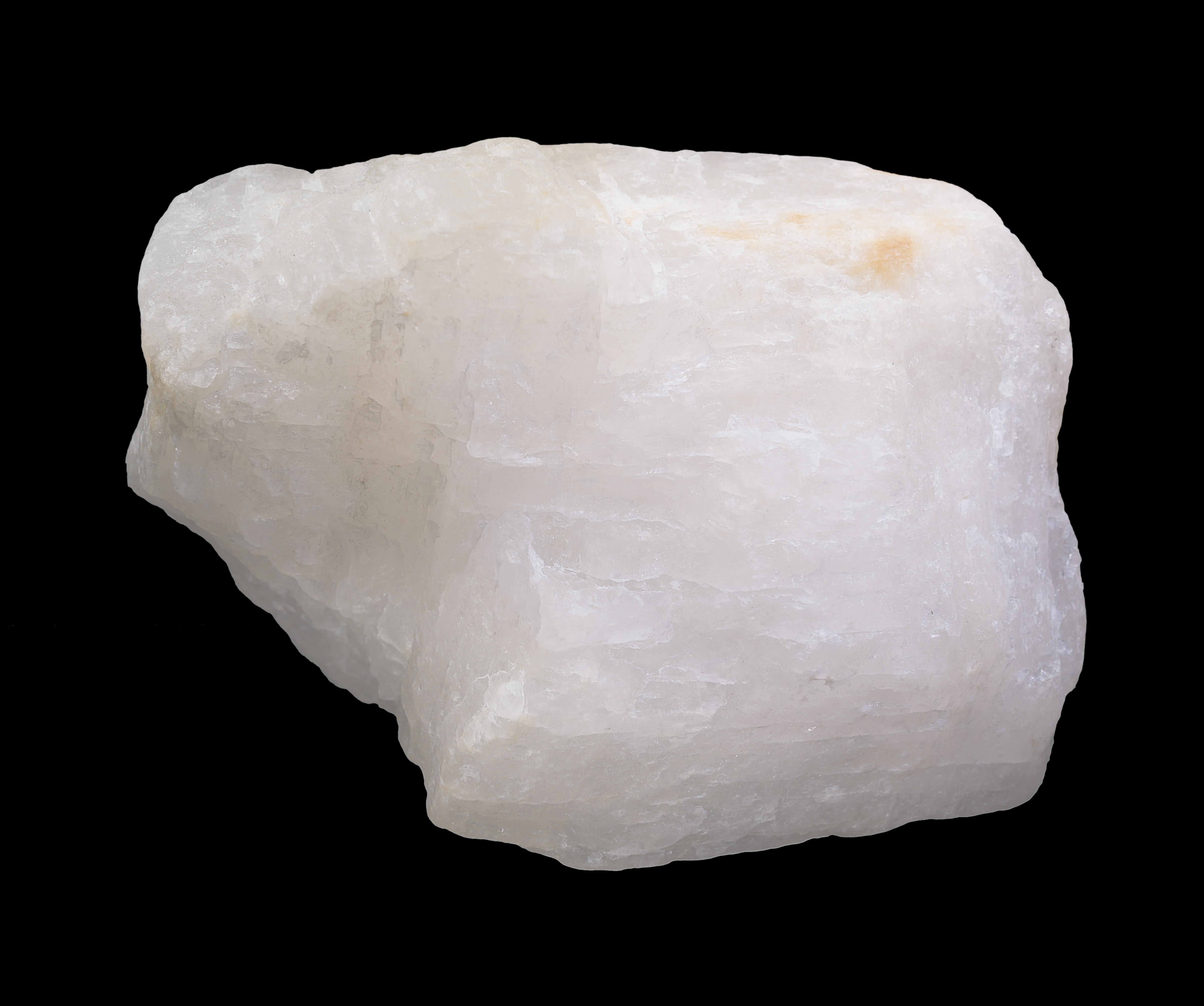
Кріоліт, Гренландія.

Фторалюмінати, алюмофториди — мінерали з класу галогенідів, комплексні фториди алюмінію, в основі структури яких, як правило, лежать октаедричні групи [AlF6]3-.
Алюмофториди, зокрема, представлені серед мінеральних видів Пержанського рудного вузла (Україна):
- веберит {\displaystyle {\ce {Na2MgAlF7}}}
- кріоліт {\displaystyle {\ce {Na3AlF6}}}
- ральстоніт {\displaystyle {\ce {Na_{x}Mg_{x}Al_{2x}(F,OH)6(H2O)}}} (за сучасною класифікацією Webmineral – гідрокеноральсоніт)
- прозопіт {\displaystyle {\ce {CaAl2(F,OH)8}}}
- ельпасоліт {\displaystyle {\ce {K2NaAlF6}}}
- томсеноліт {\displaystyle {\ce {NaCa[AlF6](H2O)}}}
- геарксутит {\displaystyle {\ce {Ca[Al(F,OH)5(H2O)]}}}
- пахноліт {\displaystyle {\ce {NaCa[AlF6](H2O)}}}.